# Govan Shipbuilders
Govan Shipbuilders Ltd (GSL) est une entreprise de construction navale basée sur la Clyde à Glasgow en Écosse, elle exerce entre 1972 et 1988. Elle exploite l'ancien chantier naval de Fairfield et tire son nom de la zone de Govan dans laquelle il est situé.

## Histoire
La société est créée en 1972 par le biais de l'achat de l'ancien chantier naval Fairfield à Govan à Sir Robert Smith, liquidateur d'Upper Clyde Shipbuilders (UCS), lui-même issu de la fusion de plusieurs chantiers Clydeside; Fairfields, Alex Stephens, Charles Connell and Company, Yarrow Shipbuilders Ltd. et John Browns.
Entre 1973 et 1980, Scotstoun Marine Ltd, filiale de Govan Shipbuilders, exploite également l'ancien chantier naval Connell à Scotstoun.
En 1977, la société est nationalisée par le gouvernement travailliste de James Callaghan en vertu de la Loi sur les industries aéronautiques et navales et inclut dans les British Shipbuilders.
Entre 1973 et 1988, 53 navires au total sont construits par les constructeurs navals de Govan au chantier naval de Govan (anciennement Fairfield). L'investissement dans l'équipement de l'usine au chantier au cours de cette période comprend l'expansion des installations de fabrication d'acier et l'installation de quatre grues à relevage à câble mobile de 80 tonnes en 1975 par Clarke Chapman, desservant les trois cales du chantier, afin d'augmenter la taille des unités qui pourraient être préfabriqué. Trois autres grues de 80 tonnes de Scotstoun Marine Ltd sont démantelées et transférées à Govan après la fermeture du chantier de Scotstoun en 1980 ; ils restent distinctifs en raison de leur peinture bleue.
En 1988, Govan Shipbuilders est vendu au groupe norvégien Kvaerner Industries et rebaptisé Kvaerner Govan (en).